# Nalevo od výtahu

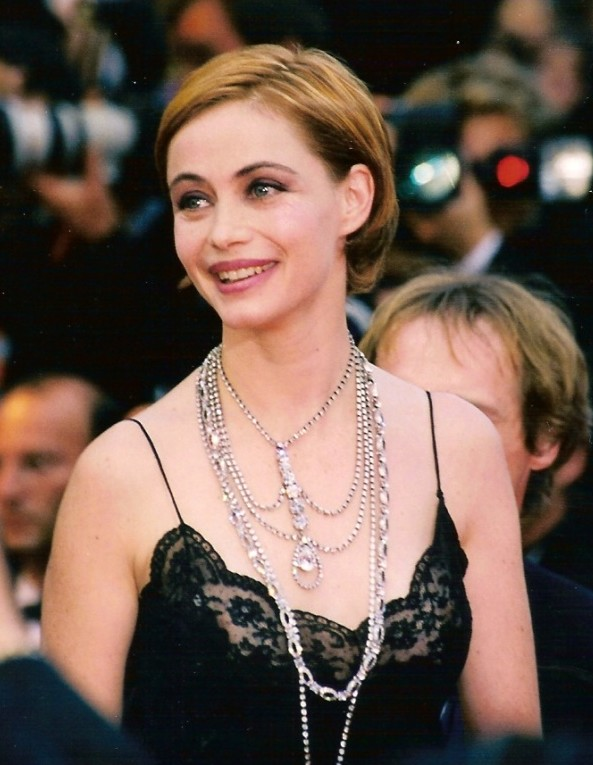
Herečka Béartová – představitelka Evy

Nalevo od výtahu, francouzsky À gauche en sortant de l'ascenseur, je francouzská situační komedie, kterou v roce 1988 natočil režisér Édouard Molinaro a jenž se v ní obsadil do cameo role. Autorem scénáře je Gérard Lauzier, který jej napsal na motivy své divadelní hry L'Amuse-gueule, jež měla premiéru v září 1986. 
Hlavní postavy ztvárnili Pierre Richard jako nesmělý výtvarník, mladá atraktivní Francouzka Eva v podání Emmanuelle Béartové a její chorobně žárlivý manžel Boris, kterého hrál Richard Bohringer. Absurdní zápletky v osobních vztazích protagonistů se rozvíjí poté, co Eva oděná jen do spodního prádla vybíhá na chodbu, aby manželovi předala zapomenutou tašku. Mezitím se jí ovšem zabouchnou dveře od bytu.

## Obsazení
| Pierre Richard     | Yann Ducoudray      |
| Emmanuelle Béart   | Eva                 |
| Richard Bohringer  | Boris               |
| Fanny Cottençonová | Florence Arnaud     |
| Pierre Vernier     | Paul Arnaud         |
| Jean-Michel Dupuis | přítel Yanna        |
| Martine Maximinová | zpěvačka, uklízečka |
| Michel Creton      | první policista     |
| Éric Blanc         | druhý policista     |
| Édouard Molinaro   | muž u výtahu        |